# Heartful Station
「Heartful Station」（ハートフル・ステーション）は、林原めぐみと保志総一朗によるデュエットシングル。2010年11月21日にスターチャイルドから発売された（KICM-3221）。

## 解説
ラジオ『林原めぐみのHeartful Station』1000回放送を記念してリリースされたラジオCD。表題曲は同番組放送1001回目以降のEDテーマ。前半は林原と保志総一朗によるデュエット曲と、表題曲及びカップリング曲をパート別に分けたものが収録されている。後半は、ラジオの模様を収録したノンストップしゃべくりアルバムになっている。
ジャケット写真は「1000」に合わせて千円紙幣をパロディ化したつくりになっている。11トラック・78分という大容量にもかかわらず、販売価格も「1000」に合わせて1,000円に設定された。通常、日本でCDの発売は水曜日であるが、ラジオ1000回放送記念公開録音実施に合わせて日曜日に発売された。公開録音物販において、購入者特典として、ジャケット写真の1000回札ステッカーがプレゼントされた。

## 収録内容
（全作詞：MEGUMI、作曲・編曲：たかはしごう）
1. Heartful Station [6:47]
2. tuning love [4:13]
3. Heartful Station 〜林原 Only Version〜 [6:52]
4. Heartful Station 〜保志 Only Version〜 [6:52]
5. Heartful Station 〜Off Vocal Version〜
6. tuning love 〜林原 Only Version〜 [4:13]
7. tuning love 〜保志 Only Version〜 [4:13]
8. tuning love 〜Off Vocal Version〜
9. Aパート （創成期〜成長期）[9:34]
10. Bパート （円熟期）[22:05]
11. エンディング [1:45]

## 収録アルバム
| 曲名             | 収録アルバム          | 発売日        | 規格品番        |
| ---------------- | --------------------- | ------------- | --------------- |
| Heartful Station | 『DUO』               | 2016年2月3日  | KICS-3346〜3348 |
| Heartful Station | 『Voice and Harmony』 | 2018年5月30日 | KICS-3708〜3709 |
| tuning love      | 『DUO』               | 2016年2月3日  | KICS-3346〜3348 |